# Вы мне писали...
«Вы мне писали...» — советский широкоэкранный художественный фильм, снятый режиссёром Аидой Манасаровой на киностудии «Мосфильм» в 1976 году.
Премьера фильма состоялась 3 октября 1977 года. Прокат — 9,6 млн зрителей.

## Сюжет
Молодой учёный Юрий Звягин, ведущий телевизионных передач о жизни, получает письмо от Нины Журавлёвой с просьбой помочь изменить свою жизнь. По прибытии в город он встречает нескольких женщин с тем же именем, каждая из которых сталкивается с личными проблемами. Звягин находит продавщицу Нину, с которой у него завязываются сложные отношения. Он осознаёт, что давать советы на телевидении проще, чем разбираться в настоящих жизненных ситуациях. После того как Нина уходит, Звягин возвращается в Москву и решает изменить формат своих передач, сделав их более полезными для людей.

## В ролях
- Андрей Мягков — Юрий Звягин
- Нины Журавлёвы:
  - Анастасия Вознесенская
  - Алла Богина — Нина Ильинична Журавлёва
  - Нина Ургант — актриса Петрашевская
  - Ирина Кораблёва — невеста
  - Катя Кузнецова — школьница
- Евгения Сабельникова — Ира
- Екатерина Васильева — Мила
- Тамара Дегтярёва — Галя
- Анатолий Ведёнкин — Лёша
- Николай Рачинский — Владимир Журавлёв
- Олимпиада Калмыкова — Таисия Фёдоровна
- Пётр Щербаков — Пётр Иванович
- Борис Токарев — Слава

## Съёмочная группа
- Сценарист: Анатолий Гребнев
- Режиссёр: Аида Манасарова
- Оператор: Генри Абрамян
- Художник: Наталья Мешкова
- Композитор: Николай Сидельников
- Звукорежиссёр: Борис Зуев